# Gottfried Hermann
Johann Gottfried Jakob Hermann (Leipzig, 28 de noviembre de 1772 - 31 de diciembre de 1848) fue un filólogo y erudito clásico alemán. Publicó sus obras bajo el nombre de Gottfried Hermann o su equivalente latino Godofredus Hermannus.
Hermann ingresó en la Universidad de Leipzig a la edad de catorce años, para estudiar derecho, que pronto abandonó por las Clásicas. Después de una sesión en Jena en 1793-1794, se convirtió en profesor de literatura clásica en Leipzig, en 1798 profesor extraordinario de filosofía en la universidad y en 1803 profesor de retórica, y en 1809 de poesía. Entre sus alumnos estuvo Leopold von Ranke. En 1840, con motivo del 50 aniversario de su doctorado, recibió una medalla. Murió en Leipzig. 

## Ideario
Hermann sostenía que un conocimiento exacto de las lenguas griega y latina era el único camino hacia una comprensión clara de la vida intelectual del mundo antiguo, y el objetivo principal, si no el único, de la filología. Como líder de esta escuela gramático-crítica, chocó con Philipp August Böckh y con Karl Otfried Müller, los representantes de la escuela histórico-anticuaria, que consideraban la visión de Hermann de la filología como inadecuada y unilateral. 

## Obras
Hermann dedicó su atención temprana a la métrica grecolatina y publicó varias obras sobre ese tema, siendo la más importante Elementa doctrinae metricae (1816), en la que expuso una teoría científica basada en las categorías kantianas. También escribió un Handbuch der Metrik (1798). También son valiosos sus escritos sobre gramática griega, especialmente el De emendanda ratione Graecae grammaticae (1801), y notas y excursos sobre el tratado de François Viger sobre modismos griegos. Los principios del nuevo método que introdujo no solo se desarrollan explícitamente en De Emendenda Ratione Graecae Grammaticae, sino que se ilustran prácticamente en sus numerosas ediciones de los clásicos antiguos. 
Sus ediciones de los clásicos incluyen varias de las obras de Eurípides; Las nubes de Aristófanes (1799); Trinummus de Plauto (1800); Poética de Aristóteles (1802); Orphica (1805); los Himnos homéricos (1806); y el Léxico de Focio (1808). En 1825 Hermann terminó la edición de Sófocles iniciada por Erfurdt. Su edición de Esquilo se publicó después de su muerte en 1852. Los Opuscula, una colección de sus escritos menores en latín, apareció en siete volúmenes en Leipzig entre 1827 y 1839. Estos muestran su poder para abordar cuestiones cronológicas, topográficas y personales, y también contienen algunos poemas. 
Notas 